# Dupeljevo
Dupeljevo es un pueblo ubicado en el territorio de Vranje, en el distrito de Pčinja, Serbia.

## Superficie
Posee una superficie de 4,167 kilómetros cuadrados.

## Demografía
Hasta 2011 la población era de 26 habitantes, con una densidad de población de 6,239 habitantes por kilómetro cuadrado.